# Vestalperne
Vestalperne er almindeligvis betegnelsen for de dele af Alperne som ligger vest for linjen Bodensøen–Rhinen–Splügenpasset–Comosøen. Schweiz, Italien og Frankrig har andele af Vestalperne, men afgrænsningen ligger ikke helt fast. 
Vestalperne er højere (op til 4.808 moh. i Mont Blanc), men smallere end Østalperne. Vestalperne danner en næsten halvcirkelformet bue, som er åben mod øst og omslutter Posletten. Helt i sydøst går Vestalperne over i Apenninerne.
Der findes ikke nogen generelt anerkendt inddeling af Vestalperne i delkæder. Den følgende liste er efter den italienske SOIUSA-inddeling.

## De sydlige Vestalper
De sydlige Vestalper er inddelt i 6 sektioner:

(tallene refererer til kortet, navnet i parentes er højeste bjerg)
- (1) De liguriske Alper (Punta Marguareis, 2.661 m)
- (2) De maritime Alper (Monte Argentera, 3.297 m)
- (3) Franske Foralper (Tête de l'Estrop, 2.961 m)
- (4) De cottiske Alper (Monviso, 3.841 m)
- (5) Dauphiné-Alperne (Barre des Écrins, 4.102 m)
- (6) Dauphiné Foralperne (Obiou, 2.790 m)

## De nordlige Vestalper
SOIUSA-kategoriseringen forsøger for de Schweiziske Alpers vedkommende at negligere inddelingen efter kantoner, men i stedet inddele efter sammenhængende bjerge. De kanton-specificerede betegnelser efter Schweizer Alpen-Club er dog for en stor del bibeholdt som underinddeling.
De nordlige Vestalper er inddelt i 8 sektioner:
- (7) Grajiske Alper (Mont Blanc, 4.810 m)
- (8) Savoyeiske Foralper (Haute Cime des Dents du Midi, 3.257 m)
- (9) Wallis-Alperne (Monte Rosa, 4.634 m) med undersektionerne Grand Combin, Weisshorngruppe/Cervino, Monte-Rosa-Gruppe, Mischabelgruppe/Weissmiesgruppe
- (10) Lepontiniske Alper (Monte Leone, 3.552 m) med undersektionerne Adula Alperne, Monte Leone-Sankt Gotthardalperne og Tessiner Alperne og Verbano
- (11) Lugano Foralperne (også: Østlige Lombardiske Foralper, Pizzo di Gino, 2.245 m) med undersektionerne Comer Foralperne og Vareser Foralperne
- (12) Berner Alpen  (Finsteraarhorn, 4.274 m) med undersektionerne Berner Alperne, Urner Alperne og Waadtländer Alperne
- (13) Glarner Alperne  (Tödi, 3.620 m) med undersektionerne Urner-Glarner Alperne og Glarner Alperne
- (14) Schweizer Foralperne (Schilthorn, 2.970 m) med undersektionerne Berner Foralperne, Freiburger Foralperne, Luzerner- og Unterwaldner Foralperne, Schwyzer og Urner Foralperne og Appenzeller og St. Galler Foralperne